# Задорожнюк Степан Давыдович

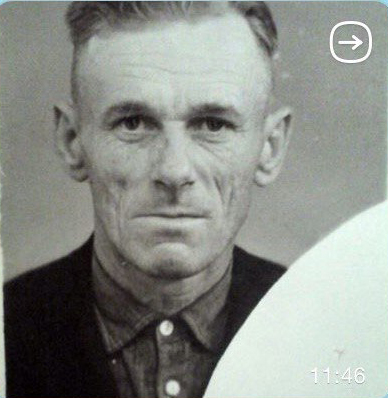

Родился 10 мая 1921 года в с. Крыжополь Кодымского района Одесской обл. В возрасте 20 лет вступил в ряды армии и принимал участие во второй мировой войне в звании рядовой. Дошел до Будапешта, был ранен и получил контузию. Выжил в войне, после окончания женился и переехал в пгт. Слободка Кодымского района Одесской обл. 
Воспитал сына, дочь и четверых внуков, построил дом, прожил качественную жизнь но не без страданий и лишений, но с достоинством перенес все испытания и сделал много хорошего и правильного в своей жизни. Был прекрасным дедом, мужем и отцом. Похоронен в пгт. Слободка.